# Van Morrison at the Movies-Soundtrack Hits
Van Morrison at the Movies-Soundtrack Hits es un álbum recopilatorio del músico norirlandés Van Morrison, publicado por la compañía discográfica EMI Records en febrero de 2007.
El álbum debutó en el puesto 35 de la lista estadounidense Billboard 200, con 29 000 copias vendidas en su primera semana. A fecha de julio de 2007, Van Morrison at the Movies había vendido 162 100 copias en los Estados Unidos. En el Reino Unido, el álbum debutó en el puesto diecisiete de la lista UK Albums Chart.

## Canciones
Todas las canciones del recopilatorio habían sido previamente publicadas por Morrison, y la mayoría fueron usadas como banda sonora de distintos largometrajes. Dos canciones son del grupo Them, donde Morrison cantó antes de emprender su carrera en solitario. Otras dos grabaciones, sin embargo, fueron inéditas hasta le fecha, incluyendo una versión de «Brown Eyed Girl» grabada específicamente para la colección. La versión disponible en iTunes incluyó también la canción «These Are the Days», utilizada en la película Nueve meses y originalmente publicada en el álbum Avalon Sunset.

## Lista de canciones
Todas las canciones escritas y compuestas por Van Morrison. 
| N.º | Título                                                                                      | Película                                     | Duración |  |
| 1.  | «Gloria» (Con Them)                                                                         | The Outsiders                                |          |  |
| 2.  | «Baby, Please Don't Go» (Con Them)                                                          | Corazón salvaje                              |          |  |
| 3.  | «Jackie Wilson Said (I'm in Heaven When You Smile)»                                         | The Pope of Greenwich Village y Queens Logic |          |  |
| 4.  | «Domino» (En directo)                                                                       | Clean & Sober                                |          |  |
| 5.  | «Moondance» (En directo)                                                                    | Un hombre lobo americano en París            |          |  |
| 6.  | «Queen of the Slipstream»                                                                   | Extremadamente cerca                         |          |  |
| 7.  | «Wild Night»                                                                                | Thelma & Louise                              |          |  |
| 8.  | «Caravan» (En directo con The Band)                                                         | The Last Waltz                               |          |  |
| 9.  | «Wonderful Remark»                                                                          | El rey de la comedia                         |          |  |
| 10. | «Brown Eyed Girl»                                                                           | Nacido el 4 de julio                         |          |  |
| 11. | «Days Like This»                                                                            | Mejor... imposible                           |          |  |
| 12. | «Into the Mystic» (En directo)                                                              | Patch Adams                                  |          |  |
| 13. | «Hungry for Your Love»                                                                      | An Officer and a Gentleman                   |          |  |
| 14. | «Someone like You»                                                                          | El diario de Bridget Jones                   |          |  |
| 15. | «Bright Side of the Road»                                                                   | Amor en juego                                |          |  |
| 16. | «Have I Told You Lately»                                                                    | One Fine Day                                 |          |  |
| 17. | «Real Real Gone»                                                                            | Donovan Quick                                |          |  |
| 18. | «Irish Heartbeat» (Con The Chieftains)                                                      | Te odio, mi amor                             |          |  |
| 19. | «Comfortably Numb» (En directo con Roger Waters, The Band & The Rundfunk Orchestra & Choir) | The Departed                                 |          |  |

## Posición en listas
| País              | Lista                    | Posición |
| ----------------- | ------------------------ | -------- |
| Alemania          | Media Control Charts     | 63       |
| Australia         | ARIA Albums Chart        | 29       |
| Austria           | Ö3 Austria Top 40        | 34       |
| Bélgica (Flandes) | Ultratop 200 Albums      | 70       |
| España            | Spanish Albums Chart     | 17       |
| Estados Unidos    | Billboard 200            | 35       |
| Estados Unidos    | Top Rock Albums          | 8        |
| Noruega           | Norwegian Albums Chart   | 8        |
| Nueva Zelanda     | New Zealand Music Charts | 10       |
| Reino Unido       | UK Albums Chart          | 17       |
| Suecia            | Swedish Albums Chart     | 12       |

## Certificaciones
| Fecha              | País        | Organismo certificador | Certificación | Ventas certificadas |
| ------------------ | ----------- | ---------------------- | ------------- | ------------------- |
| 9 de marzo de 2007 | Reino Unido | BPI                    | Plata         | 60 000              |